# Jang Csen (labdarúgó, 1974)
Jang Csen (Yang Chen) (杨晨; Peking, 1974. január 17. –) kínai válogatott labdarúgó, edző.

## Fordítás
- Ez a szócikk részben vagy egészben  a   Yang Chen című angol Wikipédia-szócikk fordításán alapul.  Az eredeti cikk szerkesztőit annak laptörténete sorolja fel. Ez a jelzés csupán a megfogalmazás eredetét és a szerzői jogokat jelzi, nem szolgál a cikkben szereplő információk forrásmegjelöléseként.